# Catbalogan
Catbalogan è una municipalità di prima classe delle Filippine, capoluogo della Provincia di Samar, nella regione di Visayas Orientale.
Il Republic Act N. 9391 del 16 giugno 2007 aveva concesso a Catbalogan lo status di città; il 18 novembre 2008 la Corte Suprema delle Filippine ha però accolto un ricorso della Lega delle Città delle Filippine annullando la trasformazione in città di 16 municipalità, tra cui Catbalogan.
Catbalogan è formata da 57 baranggay:
- Albalate
- Bagongon
- Bangon
- Basiao
- Buluan
- Bunuanan
- Cabugawan
- Cagudalo
- Cagusipan
- Cagutian
- Cagutsan
- Canhawan Gote
- Canlapwas (Pob.)
- Cawayan
- Cinco
- Darahuway Daco
- Darahuway Gote
- Estaka
- Guindaponan
- Guinsorongan
- Ibol
- Iguid
- Lagundi

- Libas
- Lobo
- Manguehay
- Maulong
- Mercedes
- Mombon
- Muñoz (Poblacion 14)
- New Mahayag
- Old Mahayag
- Palanyogon
- Pangdan
- Payao
- Poblacion 1 (Barangay 1)
- Poblacion 2 (Barangay 2)
- Poblacion 3 (Barangay 3)
- Poblacion 4 (Barangay 4)
- Poblacion 5 (Barangay 5)
- Poblacion 6 (Barangay 6)

- Poblacion 7 (Barangay 7)
- Poblacion 8 (Barangay 8)
- Poblacion 9 (Barangay 9)
- Poblacion 10 (Barangay 10)
- Poblacion 11 (Barangay 11)
- Poblacion 12 (Barangay 12)
- Poblacion 13 (Barangay 13)
- Pupua
- Rama
- San Andres
- San Pablo
- San Roque
- San Vicente
- Silanga
- Socorro
- Totoringon